# Peterson Air Force Base

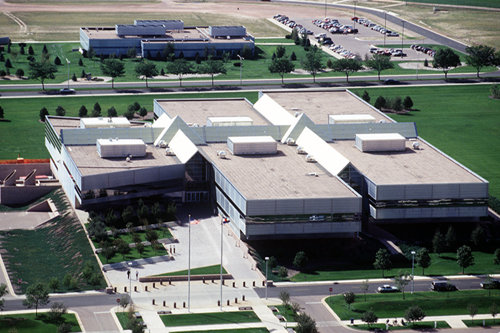
Hartinger Building – Siedziba Dowództwa Sil Kosmicznych

Peterson Air Force Base – baza Sił Powietrznych Stanów Zjednoczonych, zlokalizowana w Colorado Springs w stanie Kolorado. Baza lotnicza współdzieli lotnisko z Portem Lotniczym Colorado Springs.
Baza Lotnicza Peterson jest jedną z kluczowych baz Dowództwa Sił Kosmicznych USA. Na terenie bazy stacjonuje 21 Skrzydło Sił Kosmicznych (21st Space Wing) którego zadaniem jest, między innymi, śledzenie naturalnych i sztucznych obiektów krążących po orbicie okołoziemskiej oraz obsługa systemów wczesnego ostrzegania przed atakiem rakietowym.
W lipcu 2006 roku, na teren bazy przeniesiono North American Aerospace Defense Command (NORAD), poprzednio znajdujące się w Cheyenne Mountain Air Station, w górze Cheyenne. Powodem przeniesienia było ustanie zagrożenia atakiem rakietowym oraz względy logistyczne. Ośrodek w Cheyenne jest jednak wciąż utrzymywany i w razie takiej konieczności, może przyjąć ponownie dowództwo NORAD.
Na terenie Bazy znajduje się również „United States Northern Command” w skrócie USNORTHCOM.